# Le Mont (Vosges)
Le Mont é uma comuna francesa na região administrativa de Grande Leste, no departamento de Vosges. Estende-se por uma área de 4,01 km². Em 2010 a comuna tinha 51 habitantes (densidade: 12,7 hab./km²).